# Lycée de Tampere
Le lycée de Tampere (en finnois : Tampereen Lyseon lukio) ou Rellu est un lycée situé dans le quartier Pyynikinrinne à Tampere en Finlande.

## Présentation
Fondée en 1884, le Tampereen reaalilyseo n'est ouvert qu'aux garçons.
De 1914 à 1973, le lycée pour garçons est nommé Tampereen lyseo puis jusqu'en 1976 Pyynikin yhteislyseo.
Le lycée réel de Tampere ouvre dans une maison en bois construite à l'emplacement de l'actuel théâtre des travailleurs de Tampere.
La maison se montrant trop petite, l'école déménage en 1890 pour un nouveau bâtiment en bordure de la rue Hallituskatu à proximité de l'Église Alexandre . Elle y restera jusqu'en 1935.
Dans les années 1930, Hjalmar Åberg commence les travaux de construction du bâtiment actuel en bordure de la place Pyynikintori.

## Anciens élèves
Parmi les anciens élèves:
- Eliel Saarinen,
- K. N. Rantakari,
- K. H. Seppälä,
- Antti Tulenheimo,
- T. M. Kivimäki,
- Arvo Ylppö,
- F. E. Sillanpää,
- Lauri Pohjanpää,
- Lauri Letonmäki,
- Eino Pekkala,
- Mauno Pekkala,
- Bertel Strömmer,
- Matti Jaakkola,
- Aarne Orjatsalo,
- Esko Rekola,

- Pentti Iisalo,
- Teuvo Kallio,
- Hannu Tarmio,
- Pekka Paavola,
- Esko Häkli,
- Jorma Reini,
- Yrjö Länsipuro,
- Rauno Korpi,
- Ismo Sajakorpi,
- Petteri Järvinen,
- Kai Telanne,
- Hanna Tainio,
- Topi Lehtipuu,
- Maija Lehmusvirta,
- Johanna Debreczeni,